# Elizabeth Villiers

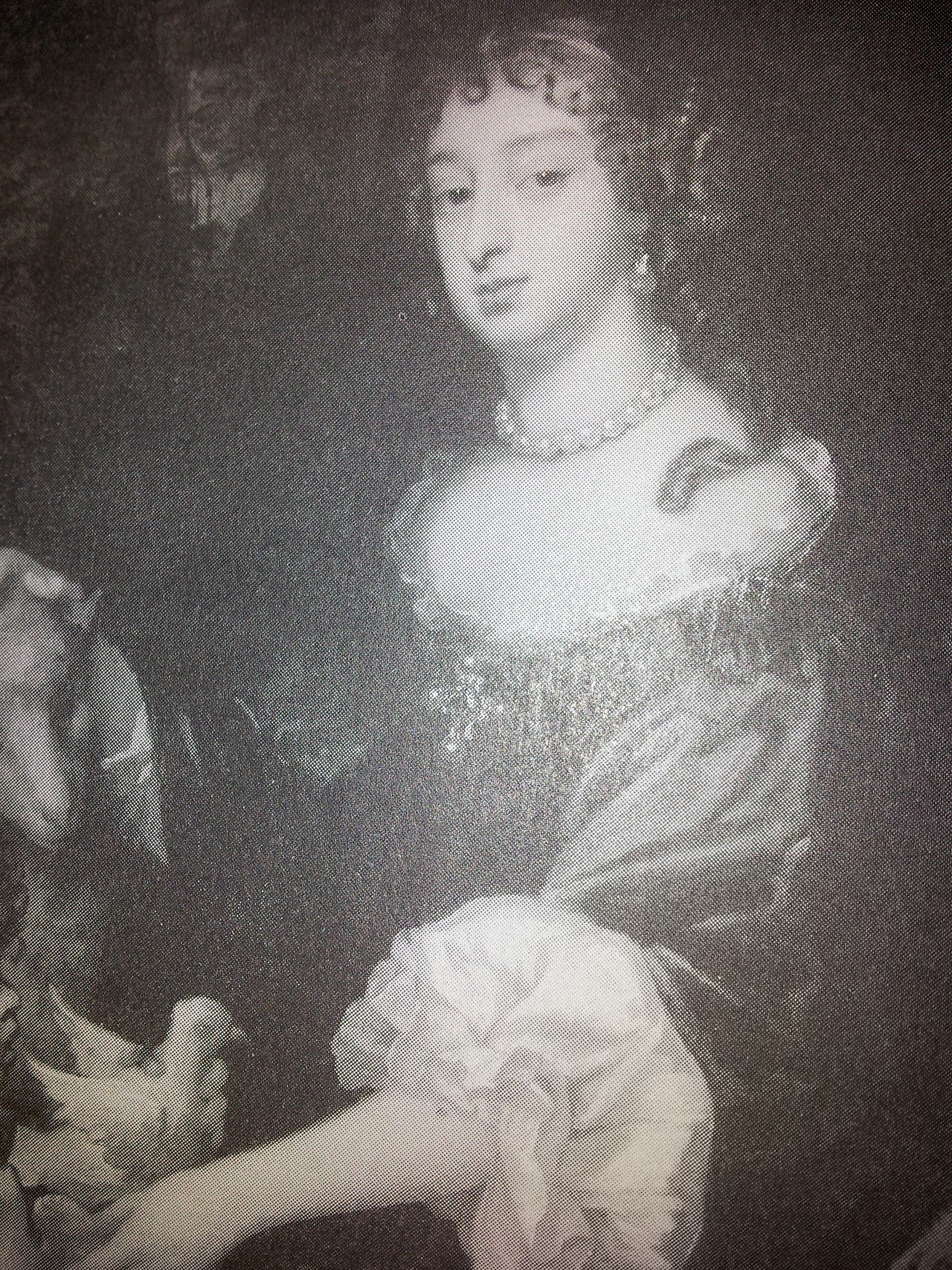
Elizabeth Villiers

Elizabeth Villiers, durch Ehe ab 1695 Elizabeth Hamilton, Countess of Orkney (* um 1657; † 19. April 1733 in London), war eine englische Adlige und die Mätresse von König Wilhelm III.

## Leben

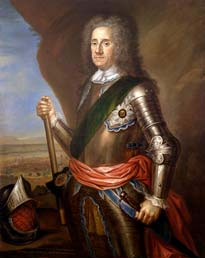
George Douglas, 1. Earl of Orkney, um 1710

Elizabeth war eine Tochter des Hofmarschalls Sir Edward Villiers (1620–1689) und seiner Frau Lady Frances Howard. Sie war eine Schwester des Edward Villiers, 1. Earl of Jersey. Ihr Großvater mütterlicherseits war der Politiker Theophilus Howard, 2. Earl of Suffolk. Ihre Mutter war die Gouvernante der Prinzessinnen und zukünftigen Königinnen von England, Maria und Anne.
Im Jahre 1677 begleitete Elizabeth Villiers die Prinzessin Maria als Hofdame nach Holland und wurde die Geliebte von deren Gemahl, dem niederländischen Statthalter Wilhelm III. von Oranien (1650–1702), der später zum König von England aufstieg. Angeblich wurde sie 1680 seine offizielle Mätresse, diese Nachricht scheint vor allem auf ein durch Horace Walpole festgehaltenes Bonmot von Catherine Sedley, der schlagfertigen langjährigen Mätresse von Marias Vater Jakob VII./II. zurückzugehen. In zeitgenössischen Quellen wird William dagegen vor allem als Päderast beschrieben. Elizabeth Villiers misstraute John Churchill, 1. Duke of Marlborough, und dessen Frau Sarah, mit der sie eine bittere Rivalität verband. Durch die Intrigen der Duchess endete die langjährige Beziehung mit dem König 1694. Nach Weil erreichte es dagegen Bevil Skelton, der Botschafter von Jakob II., dass Villiers aus dem Haushalt des Königs verbannt wurde, zusammen mit ihren Dienstboten und klatschsüchtigen Hofprediger. Villiers scheint jedoch bis zum Tode von Maria 1694 eine Verbindung mit dem König aufrechterhalten zu haben, bis der Erzbischof Thomas Tenison den Witwer überzeugte, jeden Kontakt aufzugeben.
Am 25. November 1695 heiratete Elizabeth ihren Cousin zweiten Grades Lord George Hamilton (1666–1737), fünfter Sohn von William Douglas-Hamilton, Duke of Hamilton, und Anne Hamilton, 3. Duchess of Hamilton. Nach der Heirat wurde ihrem Mann 1696 die schottische Peerwürde eines Earl of Orkney verliehen. Aus der Ehe, die als glücklich galt, gingen drei Töchter hervor:
- Anne Hamilton, 2. Countess of Orkney († 1756) ⚭ 1720 William O’Brien, 4. Earl of Inchiquin;
- Lady Frances Hamilton († 1772) ⚭ 1724 Thomas Lumley-Saunderson, 3. Earl of Scarbrough;
- Lady Harriet Hamilton († 1732) ⚭ 1728 John Boyle, 5. Earl of Cork.

Villiers lebte auf Cliveden in Buckinghamshire und verstarb am 19. April 1733 in der Albemarle Street in London. Sie wurde in Taplow, Buckinghamshire bestattet. Sie wurde als charmant, aber nicht besonders gut aussehend beschrieben und hinterließ kaum schriftliche Zeugnisse.
.